# Hex; Or Printing in the Infernal Method
Hex; or Printing in the Infernal Method è il quarto album in studio del gruppo musicale Earth, pubblicato nel 2005 dalla Southern Lord Records.

## Tracce
1. Mirage – 1:45
2. Land of Some Other Order – 7:18
3. The Dire and Ever Circling Wolves – 7:34
4. Left in the Desert – 1:13
5. Lens of Unrectified Night – 7:56
6. An Inquest Concerning Teeth – 5:16
7. Raiford (The Felon Wind) – 7:21
8. The Dry Lake – 3:21
9. Tethered to the Polestar – 4:42
10. Untitled (bonus track nella versione vinile) – 15:03

## Formazione
- Dylan Carlson – chitarra, banjo, chitarra baritono
- Adrienne Davies – batteria, percussioni, campane a vento
- John Schuller – basso
- Dan Tyack – lap steel guitar, pedal steel guitar
- Steve Moore – trombone, campane tubolari
- Randall Dunn – armonica